# دیوید فیرهورست
دیوید فیرهورست (به انگلیسی: David Fairhurst) بازیکن فوتبال زادهٔ ۲۰ ژوئیه ۱۹۰۶ اهل انگلستان بود که سابقهٔ بازی در تیم ملی فوتبال انگلستان را در کارنامهٔ خود دارد. وی در تاریخ ۶ دسامبر ۱۹۳۳ تنها بازی ملی خود را در مقابل تیم ملی فوتبال فرانسه انجام داد.